# ميشيل هاردويك
ميشيل هاردويك (بالإنجليزية: Michelle Hardwick)‏ هي ممثلة بريطانية، ولدت في 26 فبراير 1976 في ويكفيلد في المملكة المتحدة.

## وصلات خارجية
- ميشيل هاردويك على موقع IMDb (الإنجليزية)
- ميشيل هاردويك على موقع قاعدة بيانات الفيلم (الإنجليزية)